# 4021 Dancey
4021 Dancey è un asteroide della fascia principale. Scoperto nel 1981, presenta un'orbita caratterizzata da un semiasse maggiore pari a 2,2819776 UA e da un'eccentricità di 0,1706313, inclinata di 3,54782° rispetto all'eclittica.